# Lista de prefeitos de Maçambará
A seguir a Lista de prefeitos do município de Maçambará, localizado no estado do Rio Grande do Sul.
| Nº | Prefeito(a)                             | Retrato               | Início do mandato     | Fim do mandato                          | Partido | Vice-prefeito(a)                                         | Observações                           |
| -- | --------------------------------------- | --------------------- | --------------------- | --------------------------------------- | ------- | -------------------------------------------------------- | ------------------------------------- |
| 1  | Alberi Jovino Foletto                   |                       | 1º de janeiro de 1997 | 1º de janeiro de 2001                   | PMDB    | Ademar Schramm (PMDB) __________ Aldérico Copatti (PMDB) | Prefeito eleito em sufrágio universal |
| 1  | Alberi Jovino Foletto                   | 1º de janeiro de 2001 | 1º de janeiro de 2005 | Prefeito reeleito em sufrágio universal | PMDB    | Ademar Schramm (PMDB) __________ Aldérico Copatti (PMDB) |                                       |
| 2  | Hugo Bonorino                           |                       | 1º de janeiro de 2005 | 1º de janeiro de 2009                   | PDT     | Décio de Davi (PP)                                       | Prefeito eleito em sufrágio universal |
| 3  | Aldérico Copatti                        |                       | 1º de janeiro de 2009 | 1º de janeiro de 2013                   | PMDB    | Adriane Schramm (PSDB)                                   | Prefeito eleito em sufrágio universal |
| 3  | Aldérico Copatti                        | 1º de janeiro de 2013 | 1º de janeiro de 2017 | Prefeito reeleito em sufrágio universal | PMDB    | Adriane Schramm (PSDB)                                   |                                       |
| 4  | Adriane Schramm                         |                       | 1º de janeiro de 2017 | 1º de janeiro de 2021                   | PSDB    | Adão Pinheiro (MDB)                                      | Prefeito eleito em sufrágio universal |
| 4  | Adriane Schramm                         | 1º de janeiro de 2021 | 1º de janeiro de 2025 | Décio de Davi (PP)                      | PSDB    | Prefeito reeleito em sufrágio universal                  |                                       |
| 5  | José Mário dos Santos (Negro do Brasil) |                       | 1º de janeiro de 2025 | Atualidade                              | MDB     | Janete de Mattos Chagas (MDB)                            | Prefeito eleito em sufrágio universal |